# Kościół Niepokalanego Poczęcia Najświętszej Maryi Panny w Warszawie (Res Sacra Miser)

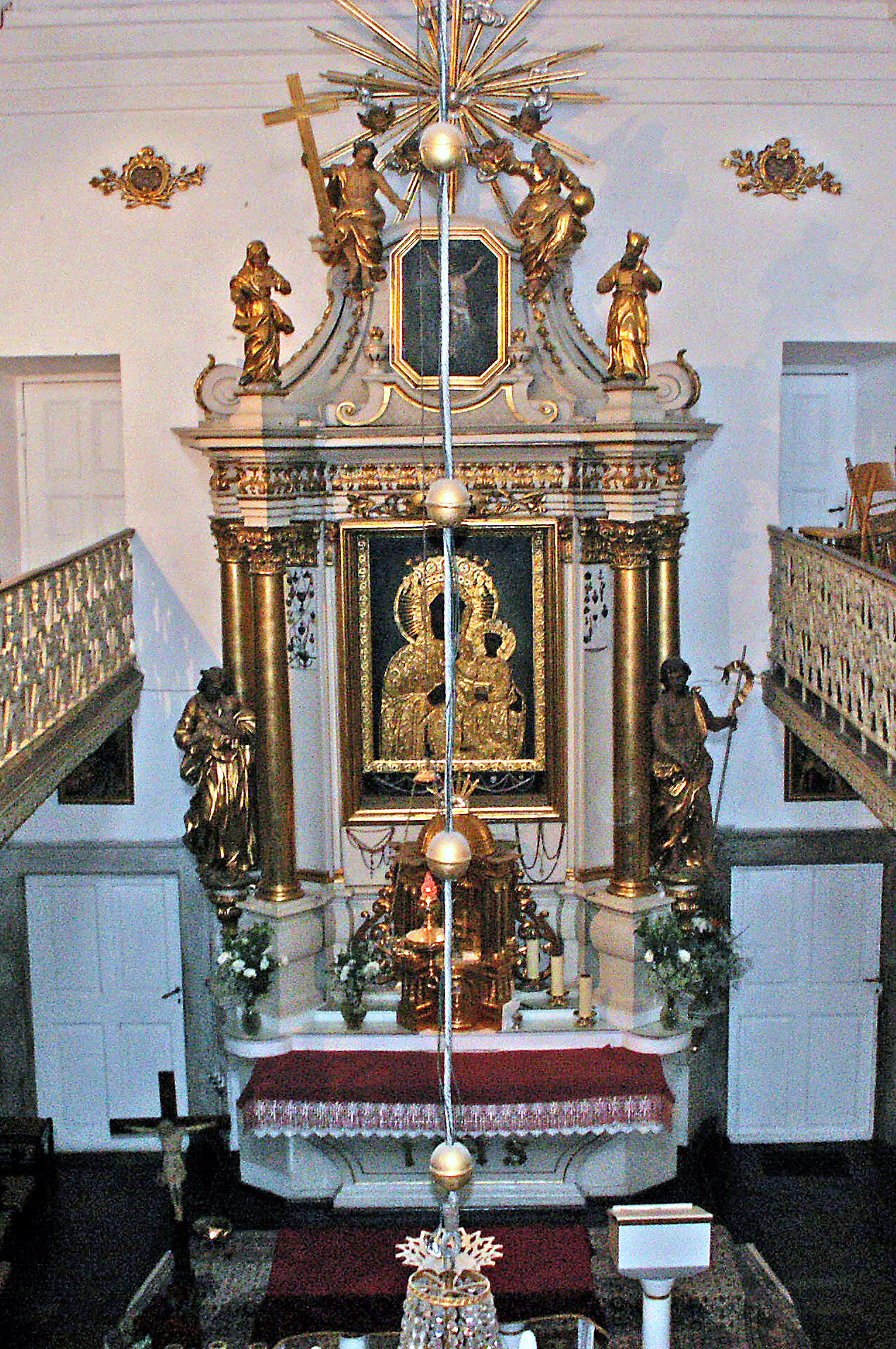
Ołtarz główny

Kościół Niepokalanego Poczęcia Najświętszej Maryi Panny w Warszawie zwany Res Sacra Miser (łac. biedny jest rzeczą świętą) – dawny kościół klasztorny karmelitanek bosych, obecnie kościół rektorski w Warszawie przy Krakowskim Przedmieściu. Świątynia mieści się w budynku Centrum Charytatywnego Caritas Archidiecezji Warszawskiej Res Sacra Miser.
Kościół należy do parafii rzymskokatolickiej św. Jana Chrzciciela w Warszawie. Poza nabożeństwami w języku polskim celebruje się tutaj również Msze święte w języku litewskim oraz Liturgie Kościoła katolickiego obrządku ormiańskiego. Z kościoła korzystają również chrześcijanie wyznania anglikańskiego.

## Historia
Pierwotnie była to kaplica klasztoru karmelitanek bosych, który został założony w 1663 w miejscu zniszczonego podczas potopu szwedzkiego pałacu Kazanowskich.
Od 1818 kaplica domu Warszawskiego Towarzystwa Dobroczynności. Świątynią opiekowały się szarytki.
Podczas powstania warszawskiego budynek szpitala oraz przylegająca do niego kaplica zostały uszkodzone. Nad częścią sakralną spalił się dach lecz sklepienie nie uległo zniszczeniu. Zachowało się również wyposażenie i ołtarz. W 1949 kościół został wyremontowany.
W 1955 wydano nakaz rozbiórki kościoła, ale wobec licznych protestów decyzja została cofnięta. W 1979 jako duszpasterz pielęgniarek posługę w kaplicy pełnił ks. Jerzy Popiełuszko.
W 1965 roku budynek, w którym znajduje się świątynia, został wpisany do rejestru zabytków. 
Od lat 90. XX wieku kościół Res Sacra Miser jest użytkowany przez kilka wyznań. Od 1996 odbywają się tu niedzielne nabożeństwa kapelanii warszawskiej Kościoła Anglii. Sprawowane są też msze katolickie dla diaspory ormiańskiej i litewskiej w Warszawie.
1 grudnia 2009 dekretem ordynariusza wiernych obrządku ormiańskiego w Polsce, arcybiskupa Kazimierza Nycza, przy kościele powołano parafię ormiańskokatolicką. Jej proboszczem został ksiądz Artur Avdalyan.

## Opis
Istniejący wygląd zewnętrzny świątyni jest wynikiem dziewiętnastowiecznej przebudowy gmachu Pałacu Kazanowskich na rzecz Warszawskiego Towarzystwa Dobroczynności dokonanej przez Antonia Corazziego. Przebudował on barokową elewację, zastępując ją inną w stylu klasycznym. Pozostałości wcześniejszej barokowej fasady widoczne są jednak na szczycie kościoła od strony Wisły. 
Kościół jest jednonawowy. Wewnątrz znajduje się barokowy ołtarz z unikatowym systemem zmiany obrazów, najprawdopodobniej przywieziony przez karmelitanki z innego kościoła. Wokół nawy znajduje się galeria z bogato zdobioną motywami roślinnymi metalową balustradą. Na chórze znajdują się jedenastogłosowe organy firmy Leopolda Hartmana z 1908 r. Ołtarz flankuje dwoje drzwi z kamiennymi obramieniami z XVII wieku.
Pod kaplicą znajdują się katakumby. Jest to krypta z XVIII wieku, w której pochowano ponad 100 osób, m.in. dzieci magnackich. Pomieszczenie ostatni raz otwierano w pierwszej połowie XIX wieku, o czym świadczy napis na ścianie w podziemiach.